# Шешонк V
Шешонк V — последний фараон XXII династии Египта мешвешских берберов, контролировавших Нижний Египет. Сын Пами, согласно стеле из Серапеума. Тронное имя — Акхеперр, означающее «Велика душа Ра».
В старой литературе часто упоминается как Шешонк IV.
Позднейшим упоминанием о Шешонке V является анонимная стела, созданная в 38-й год его правления в Буто берберским правителем Саиса Тефнахтом I. На ней написано: «38-й год правления Его Величества короля Верхнего и Нижнего Египта, правителя двух земель, пропуск, сына Ра, пропуск». Это может отражать увеличивавшуюся силу Тефнахта в западной части Дельты Нила и ослабление власти Шешонка V, имя которого не упомянуто в документе.
Шешонк V умер около 740 года до н. э. после 38-летнего правления. С его смертью Нижний Египет, контролировавшийся правителями XXII династии, распался на множество городов-государств, находившихся под властью местных царьков, таких как Тефнахт I в Саисе и Буто, Осоркон IV в Бубастисе и Танисе, и Иупут II в Леонтополисе.